# Blount County (Tennessee)
Das Blount County ist ein County im US-amerikanischen Bundesstaat Tennessee. Das U.S. Census Bureau hat bei der Volkszählung 2020 eine Einwohnerzahl von 135.280 ermittelt. Der Verwaltungssitz (County Seat) ist Maryville.
Das Blount County liegt in der Knoxville Metropolitan Area, der Metropolregion um die Stadt Knoxville.

## Geografie
Das County liegt im Osten Tennessees in den Appalachen, deren Hauptkamm die Grenze zu North Carolina bildet. Es hat eine Fläche von 1468 Quadratkilometern, wovon 21 Quadratkilometer Wasserfläche sind.
Im Nordwesten wird das County vom Tennessee River begrenzt, der über den Ohio zum Stromgebiet des Mississippi gehört. Im Südwesten wird das County vom Little Tennessee River begrenzt, der im westlich benachbarten Loudon County in den Tennessee River mündet.
An das Blount County grenzen folgende Nachbarcountys:
|               | Knox County                                 |                               |
| Loudon County | Kompassrose, die auf Nachbargemeinden zeigt | Sevier County                 |
| Monroe County | Graham County (North Carolina)              | Swain County (North Carolina) |

Das County liegt in den zu den Appalachen gehörenden Great Smoky Mountains, deren markante Gipfel innerhalb des Countys Chilhowee Mountain und Thunderhead Mountain sind. Ein Teil davon ist als Great-Smoky-Mountains-Nationalpark geschützt. Fort Loudon Lake und Chilhowee Lake sind Seen der Region.

## Geschichte
Das Blount County wurde am 11. Juli 1795 aus Teilen des Knox County gebildet. Benannt wurde es nach William Blount, einem US-Senator aus Tennessee und Mitglied der Verfassunggebenden Versammlung (Constitutional Convention) von North Carolina und Unterzeichner der Verfassung der Vereinigten Staaten.

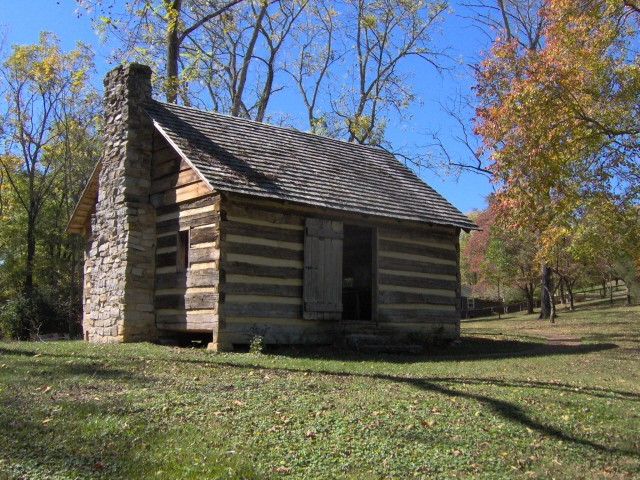
Das Sam Houston Schoolhouse ist einer von 75 Einträgen des Countys im NRHP.

75 Bauwerke und Stätten des Countys sind im National Register of Historic Places (NRHP) eingetragen (Stand 9. August 2018).

## Bevölkerung
Nach der Volkszählung im Jahr 2010 lebten im Blount County 123.010 Menschen in 48.728 Haushalten. Die Bevölkerungsdichte betrug 85 Einwohner pro Quadratkilometer. In den 48.728 Haushalten lebten statistisch je 2,5 Personen.
Ethnisch betrachtet setzte sich die Bevölkerung zusammen aus 94,2 Prozent Weißen, 2,9 Prozent Afroamerikanern, 0,4 Prozent amerikanischen Ureinwohnern, 0,9 Prozent Asiaten sowie aus anderen ethnischen Gruppen; 1,5 Prozent stammten von zwei oder mehr Ethnien ab. Unabhängig von der ethnischen Zugehörigkeit waren 3,0 Prozent der Bevölkerung spanischer oder lateinamerikanischer Abstammung.
21,4 Prozent der Bevölkerung waren unter 18 Jahre alt, 60,7 Prozent waren zwischen 18 und 64 und 17,9 Prozent waren 65 Jahre oder älter. 51,5 Prozent der Bevölkerung waren weiblich.
Das jährliche Durchschnittseinkommen eines Haushalts lag bei 45.991 USD. Das Pro-Kopf-Einkommen betrug 23.788 USD. 13,7 Prozent der Einwohner lebten unterhalb der Armutsgrenze.

## Ortschaften im Blount County

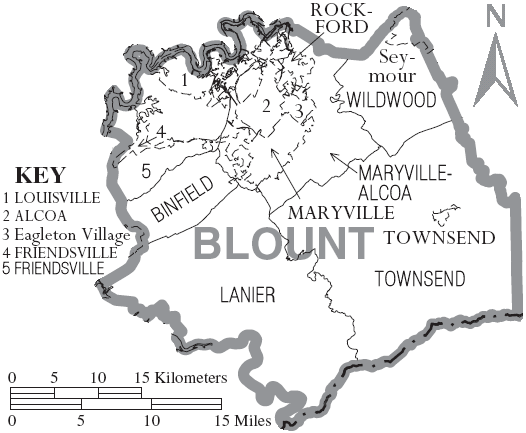
Kommunen im Blount County

Citys, Towns und Census-designated places (CDP):
| Ort          | Einwohner 2020 | Typ  |
| ------------ | -------------- | ---- |
| Maryville    | 31.907         | City |
| Seymour1     | 14.705         | CDP  |
| Alcoa        | 10.978         | City |
| Louisville   | 4.384          | City |
| Wildwood     | 1.157          | CDP  |
| Friendsville | 896            | City |
| Rockford     | 822            | City |
| Townsend     | 550            | City |
| Walland      | 281            | CDP  |

1 – überwiegend im Sevier County

Weitere, von der Volkszählung nicht separat erfasste Unincorporated Communities:
| - Disco - Fairfield - Happy Valley | - Tallassee - Top of the World |

## Gliederung
Das Blount County ist in 10 durchnummerierte Distrikte eingeteilt:
| Distrikt | Einwohner (2010) | FIPS     |
| -------- | ---------------- | -------- |
| 1        | 10.476           | 47-90010 |
| 2        | 10.652           | 47-90200 |
| 3        | 11.848           | 47-90390 |
| 4        | 18.310           | 47-90580 |
| 5        | 10.767           | 47-90770 |

| Distrikt | Einwohner (2010) | FIPS     |
| -------- | ---------------- | -------- |
| 6        | 14.548           | 47-90960 |
| 7        | 13.268           | 47-91150 |
| 8        | 11.790           | 47-91340 |
| 9        | 10.875           | 47-91530 |
| 10       | 10.476           | 47-91720 |